# Nybergsund Idrettslag-Trysil
Il Nybergsund Idrettslag-Trysil è una società calcistica norvegese con sede a Nybergsund. Milita nella 3. divisjon, la quarta serie del campionato norvegese di calcio. Gioca le partite casalinghe al Nybergsund Idrettspark.

## Palmarès

### Competizioni nazionali
- 2. divisjon: 1

2007 (gruppo 1)
- 3. divisjon: 1

1997

### Altri piazzamenti
- 2. divisjon:

Terzo posto: 2003 (gruppo 2), 2005 (gruppo 2), 2006 (gruppo 4), 2012 (gruppo 1)

## Rosa
Aggiornata al 31 agosto 2017.
| N. |                      | Ruolo | Calciatore               |
| -- | -------------------- | ----- | ------------------------ |
| 1  | Norvegia (bandiera)  | P     | Vegar Granvold Berntsen  |
| 2  | Norvegia (bandiera)  | D     | Emil Hatten Engerbakk    |
| 3  | Senegal (bandiera)   | A     | Remond Mendy             |
| 4  | Danimarca (bandiera) | D     | Victor Wagner            |
| 5  | Norvegia (bandiera)  | D     | Vegard Skjørestad        |
| 6  | Norvegia (bandiera)  | C     | Semming Graff Nygård     |
| 7  | Norvegia (bandiera)  | C     | Ole Jørgen Rølsåsen Berg |
| 8  | Estonia (bandiera)   | C     | Eino Puri                |
| 9  | Norvegia (bandiera)  | C     | Awat Peyghambernejad     |
| 9  | Spagna (bandiera)    | A     | Samuel Pérez             |
| 10 | Spagna (bandiera)    | C     | Alexander García         |

| N. |                     | Ruolo | Calciatore           |
| -- | ------------------- | ----- | -------------------- |
| 11 | Norvegia (bandiera) | C     | Kristian Bråtebæk    |
| 12 | Norvegia (bandiera) | P     | Morten Sætra         |
| 14 | Spagna (bandiera)   | C     | Joel Méndez          |
| 15 | Spagna (bandiera)   | D     | Joakim Lindquist     |
| 15 | Norvegia (bandiera) | C     | Eivind Holte Tøråsen |
| 16 | Norvegia (bandiera) | A     | Feisal Ahmed         |
| 17 | Norvegia (bandiera) | C     | Isak Lysfoss Løvlund |
| 18 | Estonia (bandiera)  | A     | Kaimar Saag          |
| 19 | Norvegia (bandiera) | C     | Eivind Fallet        |
| 33 | Norvegia (bandiera) | D     | Ole Kristian Nygård  |
| 90 | Svezia (bandiera)   | C     | Jesper Andreassen    |